# 库尔平
库尔平是德国石勒苏益格－荷尔斯泰因州的一个市镇。总面积6.07平方公里，总人口234人，其中男性113人，女性121人（2011年12月31日），人口密度39人/平方公里。